# Reborn...
Reborn... – debiutancki album studyjny polskiej grupy muzycznej Damnation. Wydawnictwo ukazało się w czerwcu 1995 roku nakładem wytwórni muzycznej Pagan Records. Nagrania zostały zarejestrowane i zmiksowane w Warrior Studio latem 1995 roku we współpracy z producentem muzycznym Krzysztofem "Chrisem" Maszotą.

## Lista utworów
Opracowano na podstawie materiału źródłowego.
| Nr | Tytuł utworu                                            | Słowa                | Muzyka          | Długość |
| -- | ------------------------------------------------------- | -------------------- | --------------- | ------- |
| 1. | „Pagan Prayer / The Antichrist”                         | Varien               | Les & Damnation | 03:49   |
| 2. | „The Land Of Degradation”                               | Varien               | Les & Damnation | 04:35   |
| 3. | „Leaving Into New Reality”                              | Varien               | Les & Damnation | 03:46   |
| 4. | „From Broken Cross (Bleeding Jesus) / Time Of Prophets” | Les                  | Les & Damnation | 06:01   |
| 5. | „Infestation / Maldoror Is Dead”                        | Varien               | Les & Damnation | 04:55   |
| 6. | „Forbidden Spaces”                                      | Varien               | Les & Damnation | 04:36   |
| 7. | „The Rulling Truth”                                     | Varien               | Les & Damnation | 05:17   |
| 8. | „Behind The Wall Of Tears”                              | Varien               | Les & Damnation | 03:49   |
| 9. | „Reborn...”                                             | utwór instrumentalny | Les & Damnation | 01:05   |
|    |                                                         |                      |                 | 37:53   |

## Twórcy
Opracowano na podstawie materiału źródłowego.

- Leszek "Les" Dziegielewski - gitara rytmiczna, gitara prowadząca, gitara basowa, wokal
- Bartłomiej "Bart" Szudek - gitara rytmiczna, gitara prowadząca
- Wawrzyn "Varien" Chyliński - perkusja
- Krzysztof "Chris" Maszota - produkcja muzyczna, miksowanie, inżynieria, mastering
- Tomasz Krajewski - producent wykonawczy, zdjęcia
- Artur Lech - okładka